# Oedemeridae
Famille
Les Oedemeridae sont une famille d'insectes de l'ordre des coléoptères.

## Description
Les Oedemeridae sont des insectes plutôt allongés au corps mou et souvent à éclat métallique. Les antennes sont longues et filiformes. La tête est allongée en forme de museau, les élytres sont pointus et plus ou moins écartés. Les mâles ont souvent les fémurs postérieurs renflés.

## Biologie
Les adultes se nourrissent généralement de pollen et de nectar de différentes fleurs mais les larves se nourrissent de débris de végétaux (y compris de bois mort).

## Systématique
La famille a été décrite par l’entomologiste français Pierre-André Latreille en 1810.
Le nom vient du grec οἶδος μηρος (oidos miros) signifiant « cuisses enflées ».

### Nom vernaculaire
- Oédémérides

## Taxinomie
La famille compte 79 espèces en Europe et se décompose en trois sous-familles : Calopodinae, Nacerdinae et Oedemerinae. 
Les genres Anogcodes, Calopus, Chrysanthia, Ischnomera, Nacerdes, Oedemera, Stenostoma et Xanthochroina sont présents en France et y comptabilisent au total 38 espèces.
En Espagne 3 genres supplémentaires : Chitona, Probosca et Sparedrus totalisant 5 espèces sont présents.